# Polycyrtus emarginatus
Polycyrtus emarginatus är en stekelart som först beskrevs av Brulle 1846.  Polycyrtus emarginatus ingår i släktet Polycyrtus och familjen brokparasitsteklar. Inga underarter finns listade i Catalogue of Life.